# Kan Jang
Kan Jang är ett traditionellt växtbaserat läkemedel som är godkänt av bland annat det svenska läkemedelsverket för indikationen "Traditionellt växtbaserat läkemedel använt för lindring av symptom vid förkylning och influensasymptom". Kan Jang introducerades på den svenska marknaden under 1970-talet. De aktiva beståndsdelarna är Justicia adhatoda (malabarnöt), Echinacea purpurea (röd solhatt), Eleutherococcus senticosus (rysk rot).
Kan Jang är ett av de mest använda växtbaserade läkemedlen i Sverige.[källa behövs] Produkten är utvecklad av och tillverkas vid Svenska Örtmedicinska Institutet AB i Vallberga. Svenska Örtmedicinska Institutet AB är det enda[källa behövs] läkemedelsföretag i Norden som tillverkar växtbaserade läkemedel från växtmaterial till färdig produkt. Hela tillverkningen av produkten sker alltså i Sverige och produktionsmetoder och produktionsanläggning står under Läkemedelsverkets kontroll och sker under lagstadgad God tillverkningssed för läkemedel (Good Manufacturing Practice).

## Studier
En dubbelblind, placebokontrollerad studie av Andrographis paniculata-kombinationen Kan Jang vid behandling av akuta infektioner i övre luftvägarna inklusive bihåleinflammation som användes i 5 dagar, visade på en mycket signifikant förbättring i verumgruppen kontra placebo. Detta resultat gällde gruppen som helhet och till bihåleinstitutionsgrupperna. De enskilda symptomen på huvudvärk och näs- och halsproblem tillsammans med generell sjukdom visade den mest signifikanta förbättringen, medan host- och ögonsymptom inte skilde sig signifikant mellan grupperna. Temperaturen reducerades måttligt i verumgruppen. Man kan dra slutsatsen att Kan Jang har en positiv effekt vid behandling av akuta infektioner i övre luftvägarna och också lindrar inflammatoriska symptom på bihåleinflammation. Studiedeltagarna tolererade läkemedlet väl. 
En av författarna till studien jobbade vid författandet på Svenska Örtmedicinska Institutet AB som producerar och säljer Kan Jang, varför opartiskheten i studien skulle kunna ifrågasättas. Studien är heller inte randomiserad och den påstådda signifikanta effekten kan troligen härröra från confounders. 